# Tammerforshuset

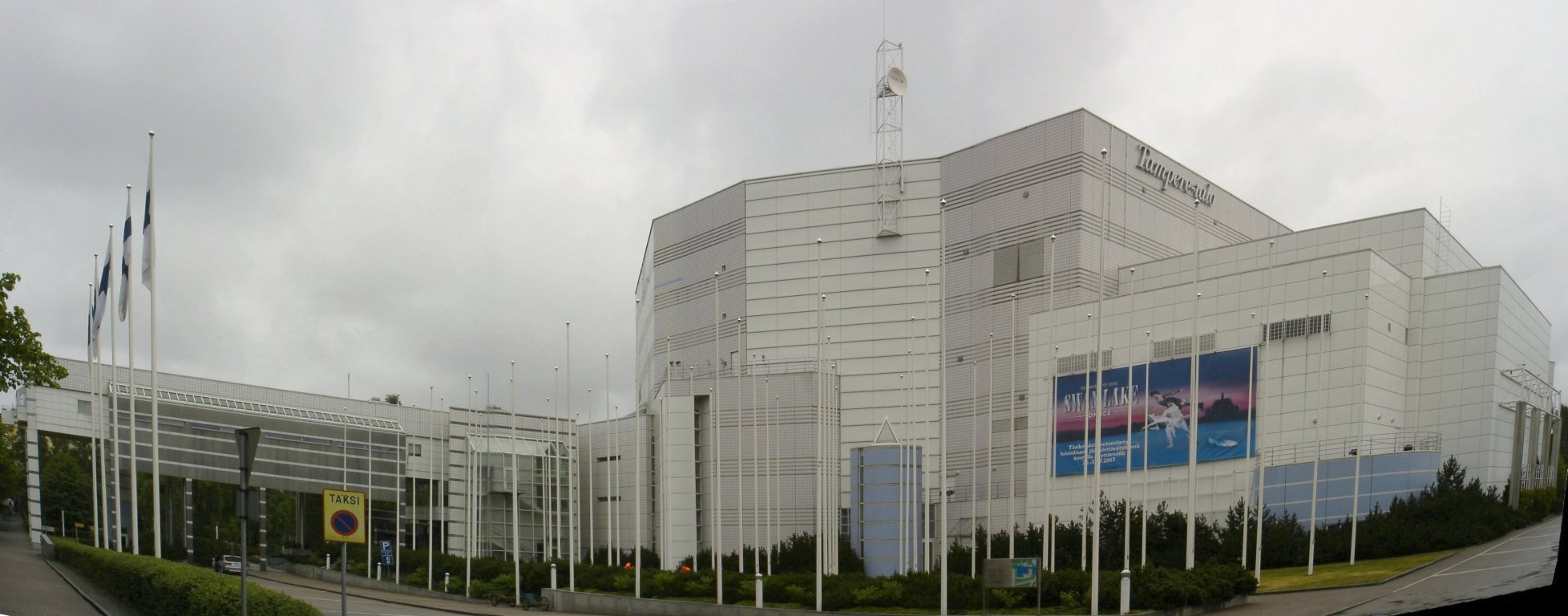
Tammerforshuset

Tammerforshuset är en byggnad i Tammerfors i Finland. Byggnaden är Nordens största konsert- och kongresscentrum.[källa behövs] Det uppfördes på 1980-talet efter en arkitekttävling, vilken vanns av Sakari Aartelo och Esa Piironen, och invigdes hösten 1990.
Konstsamlingen Mumindalen flyttades från Tammerfors konstmuseum till Tammerforshuset år 2017.